# Normógrafo

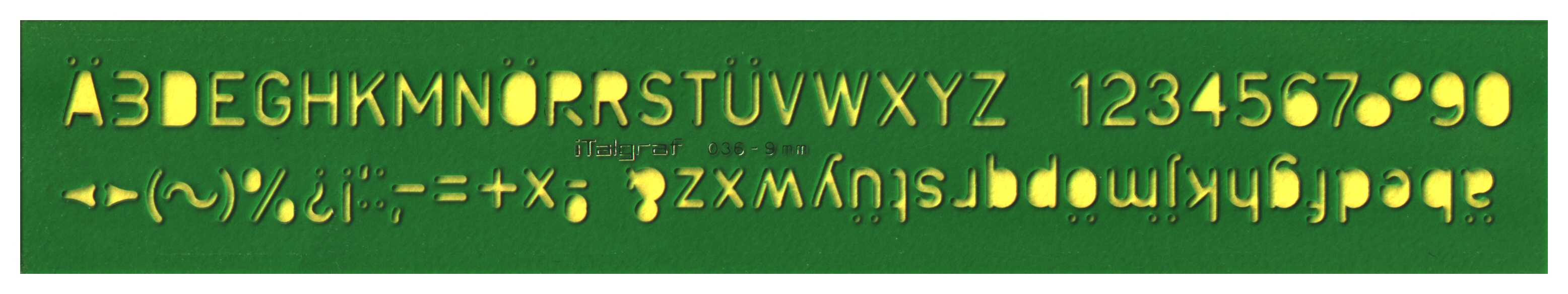
Normógrafo de 9 mm

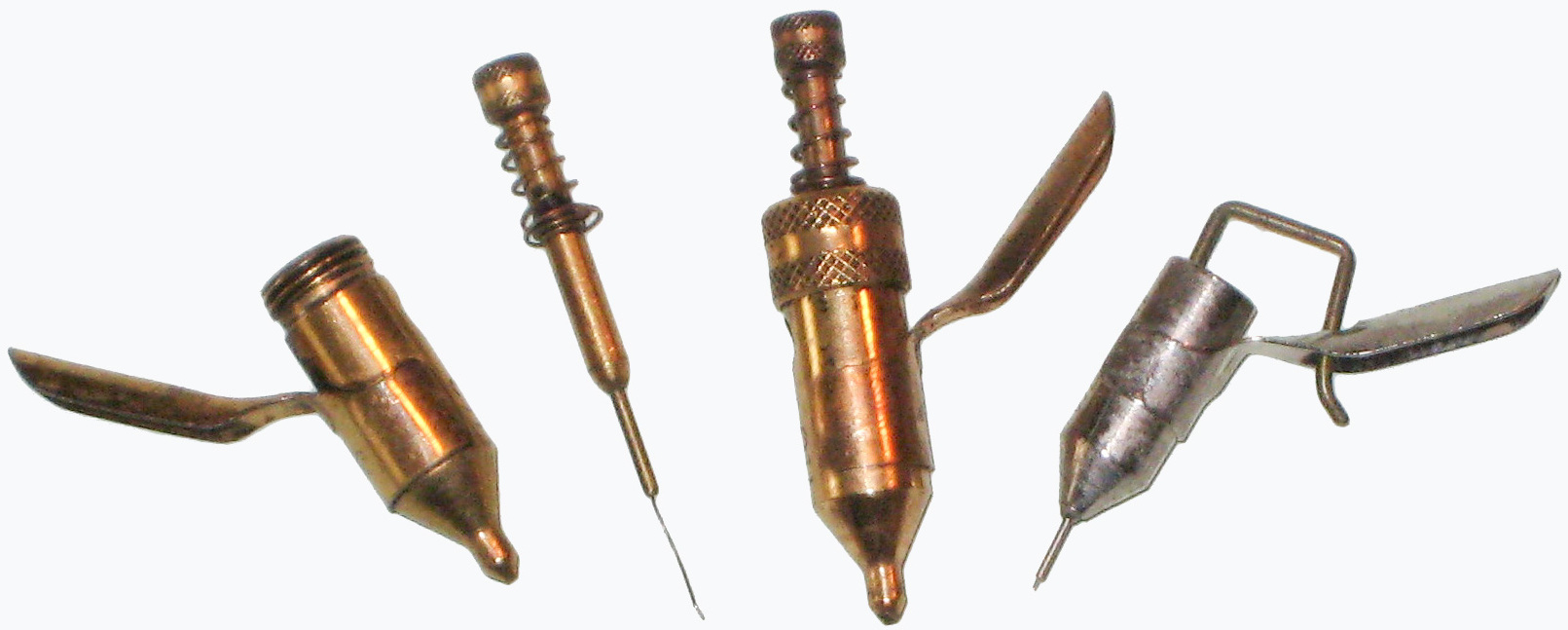
Plumillas de normógrafo

Es un tipo especial de plantilla utilizado para escribir caracteres uniformes. Se compone de una lámina de plástico o de otro material con las letras del alfabeto talladas así como otras formas utilizadas especialmente para el dibujo técnico. Durante décadas han sido esenciales para la rotulación de textos y otras formas, en los rótulos de planos y dibujo se pueden generar de forma rápida y bastante uniforme.
Se utilizaron especialmente hasta la popularización y uso masivo del ordenador y de los programas de CAD, y su relativa facilidad para la edición e impresión de caracteres de distintos tipos, siendo una herramienta indispensable de arquitectos e ilustradores técnicos en general, para la rotulación y descripción de los planos de los proyectos, en los que era una buena práctica utilizar un normógrafo para conseguir unos textos bien escritos y uniformes.
Un normógrafo también podía ser utilizado por personas analfabetas o semianalfabetas para aprender a escribir o mejorar su letra. Para ayudar a las personas con dificultades en la escritura, algunos políticos, como Bettino Craxi han realizado en el curso de la historia política, normógrafos específicos de cartón con la secuencia de caracteres de su apellido, para que pudieran ser modelados en las votaciones.